# Великий Устюг (аеропорт)
Аеропорт Великий Устюг (IATA: VUS) — аеропорт в Росії, розташований за 2 км на північ від Великого Устюга, Вологодська область.

## Авіалінії та напрямки
| Авіакомпанія          | Пункт призначення |
| --------------------- | ----------------- |
| Severstal Air Company | Череповець        |